# Seliște (Nisporeni)
Selişte è un comune della Moldavia situato nel distretto di Nisporeni di 3.388 abitanti al censimento del 2004

## Località
Il comune è formato dall'insieme delle seguenti località (popolazione 2004):
- Selişte (2.836 abitanti)
- Păruceni (552 abitanti)